# José Nunes de Souza
José Nunes de Souza, mais conhecido como Maestro Nunes, (Angélica, distrito de Vicência, 22 de julho de 1931 — Paulista, Pernambuco, 14 de setembro de 2016) foi um compositor, arranjador e maestro brasileiro.
Na década de 1950 o maestro chegou ao Recife. Aos dezenove anos de idade, Nunes já tinha experiência musical, haja vista seu interesse pelo clarinete desde os nove anos. Maestro Nunes estudou no Conservatório Pernambucano de Música. No final da década de 1950, o jovem músico se dedicou a formação em teoria musical, estudando canto gregoriano, harmonia, canto coral e regência. Nesse mesmo período, o maestro obteve o 1° Lugar no concurso da Banda Municipal do Recife tocando clarineta. Foi militante político do Partido Comunista Brasileiro e MCP.
No final dos anos 1960, o músico se formou em Belas Artes pela Universidade Federal de Pernambuco. Em 1972 o maestro fundou a Escola Musical do Frevo, que tinha como público-alvo os filhos dos presidentes das agremiações carnavalescas e crianças de comunidades de baixa renda.
Entre os anos de 1978 e 1979 gravou o seu primeiro Lp. Em 1984, maestro Nunes criou a banda de Frevo do Nordeste. Em 2003 lançou o CD Locomotiva do frevo, volume 1 e 2. Em 2010 lançou o CD Maestro Nunes - 60 anos de frevo (vol. I - Frevo de rua e vol. 2 - Frevo de bloco e frevo canção). Neste CD ele homenageou diversas agremiações carnavalescas, tendo o Bloco Carnavalesco Lírico Rosas da Boa Vista como a principal agremiação homenageada, as demais foram T.C.M Cabeça de Touro, T.C.M  Nóis Sofre Mais Nóis Goza, T.C.M Rainha da Sucata, B.C.L Pirilampos de Tejipió, Bloco da Saudade, Bloco Batutas de São José e o Bloco Eu Quero Mais. O maestro Nunes compôs frevos como É de perder os sapatos, É de rasgar a camisa, Cabelo de fogo, Mosquetão, Bala doida, Bomba-relógio, Folhas não caem.
O maestro teve seu valor reconhecido em vários festivais e concursos de música, como o Lêda Carvalho, Frevança, Sistema Globo de Rádio e Recifrevo. Em 2007, ano do centenário do frevo, o maestro foi homenageado no Carnaval do Recife. A sua escola de jovens formou e agregou músicos hoje reconhecidos, como o saxofonista Spok e o trompetista Forró. Em 2009, o maestro Nunes recebeu o título de Patrimônio Vivo de Pernambuco. O Maestro Faleceu em 14 de setembro de 2016 em Paulista, Pernambuco.

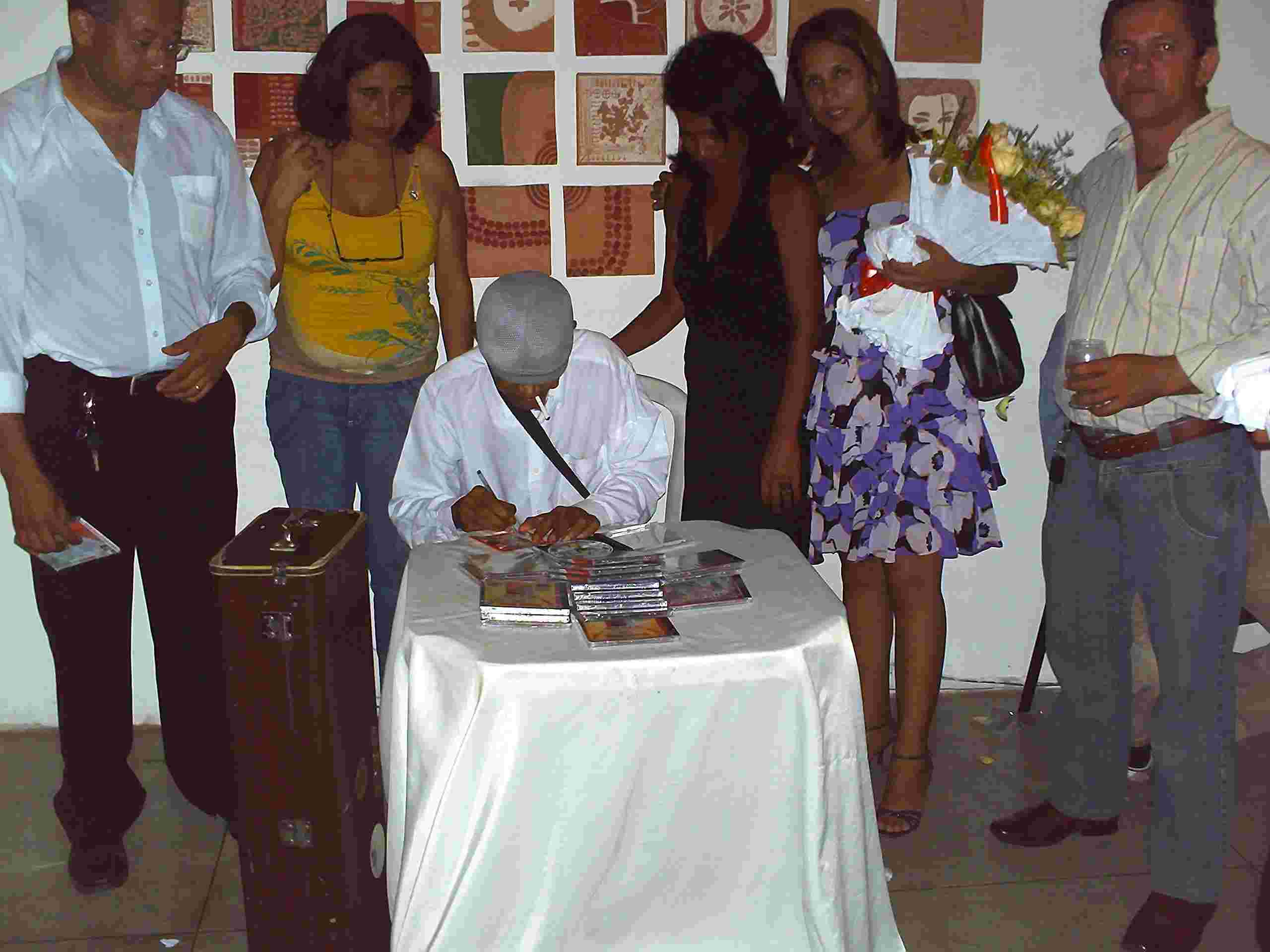
Maestro Nunes no lançamento do seu CD, foto: Gílson Silva.